# Roger Pearson
Roger Pearson, född 21 augusti 1927 i London, död 4 januari 2023, var en brittisk-amerikansk antropolog och rasbiolog, bl.a. förespråkare av eugenik. Han var tidigare officer i den brittiska kolonialarmén, studerade därefter vid London University och flyttade 1965 till USA. 
Pearson var ordförande för World Anti-Communist League. Han har betecknats som nazist och  antisemit. Chefredaktör för Journal of Indo-European Studies och Mankind Quaterly.
Pearson beviljades över en miljon dollar från den rasbiologiska forskningsstiftelsen Pioneer Fund under 1980- och -90-talen.